# Прислушкивање
Прислушкивање је чин тајног или скривеног слушања приватних разговора или комуникација других без њиховог пристанка у циљу прикупљања информација.

## Етимологија
Глагол прислушкивати потиче од именице прислушкивач ("особа која прислушкује"), која је формирана од сродне именице која се односи на "капање воде са стреха куће; тло на које таква вода пада".
Прислушкивач је био неко ко би висио са стреха зграде да би чуо шта се говори унутра. ПБС документарци Inside the Court of Henry VIII (8. април 2015) и Secrets of Henry VIII's Palace (30. јун 2013) укључују сегменте који приказују и разматрају "прислушкиваче", резбарене дрвене фигуре које је Хенри VIII уградио у стрехе (преклапајуће ивице греда у плафону) Хемптон корта да би обесхрабрио нежељене трачеве или неслагање са краљевим жељама и владавином, да би изазвао параноју и страх, и да покаже да се све што се тамо каже прислушкује; дословно, да зидови имају уши.

## Технике
Вектори прислушкивања укључују телефонске линије, мобилне мреже, е-пошту и друге методе приватних тренутних порука. Уређаји који подржавају VoIP и други комуникациони софтвер такође су рањиви на електронско прислушкивање путем компјутерских вируса категорисаних као тројански вируси или шире као шпијунски софтвер.

## Мрежни напади
Мрежно прислушкивање је напад на мрежном слоју који се фокусира на заробљавање малих пакета из мреже које преносе други рачунари и читање садржаја података у потрази за било којом врстом информација. Ова врста мрежног напада је генерално једна од најефикаснијих јер се не користе услуге шифровања и када је веза између две крајње тачке слаба и није безбедна. Такође је повезано са прикупљањем метаподатака.

## Безбедност
Постоји растући значај безбедности у комуникационим системима, посебно у бежичној технологији. Потреба за безбедносним мерама на различитим нивоима, укључујући софтверско шифровање, заштиту хардвера (нпр., модули поверљиве платформе), па чак и физички слој користећи инжењерство таласног фронта је кључнија него икад.
Истраживачи су изразили важност решавања проблема приватности од напада прислушкивања јер они утичу на права корисника и способност поверења у уређаје као и цео интернет. Обезбеђивање да корисници имају поверење и сигурност у својим интернет активностима тако да корисници наставе да се активно укључују у систем и деле податке.